# Makera (periodiskt vattendrag i Burundi, Muyinga)
Makera är ett periodiskt vattendrag i Burundi.   Det ligger i provinsen Muyinga, i den nordöstra delen av landet, 120 kilometer öster om huvudstaden Bujumbura.
Omgivningarna runt Makera är en mosaik av jordbruksmark och naturlig växtlighet. Runt Makera är det ganska tätbefolkat, med 222 invånare per kvadratkilometer.